# Isuzu Piazza
Isuzu Piazza (Isuzu Impulse в США и Holden Piazza в Австралии) — это маленький спортивный хетчбэк, который во времена своей бытности называли лифтбек-купе. Выпускался Isuzu piazza с 1981 по 1992 год в двух поколениях. В Австралии она продавалась как Holden, который был главным посредником "родительской" Isuzu компании General motors. В первом поколении Piazza выпускалась с задним приводом, а в Великобритании она стала первой широкодоступной Isuzu.
Второе поколение выпускали с передним или полным приводом. Это стало основой для Gemini Coupe и Американскому аналогу Geo Storm.